# Maxillaria cuneiformis
Maxillaria cuneiformis là một loài thực vật có hoa trong họ Lan. Loài này được Ruiz & Pav. mô tả khoa học đầu tiên năm 1798.